# Michael Mitchell (aktor)
Michael Mitchell (ur. 1983) – amerykański aktor telewizyjny.

## Życiorys
Jest drugim z czwórki synów Billa i Cindy Mitchellów, ma trzech braci: Chrisa, Briana i Tylera. Dorastał w Colleyville, w stanie Teksas. Swoją przygodę z aktorstwem rozpoczął w szóstej klasie szkoły podstawowej, występując w parodii baśni Hansa Christiana Andersena Nowe szaty cesarza (The Emperor's New Clothes).
Po ukończeniu Colleyville Heritage High School, w 2002 roku otrzymał stypendium teatralne Południowego Metodystycznego Uniwersytetu, gdzie kontynuował naukę. Na pierwszym roku studiów znalazł agenta, jednak nie udało się jemu znaleźć roli w jakiejś produkcji filmowej. Dopiero po przyjeździe do swojego ojca do Highland Gardens Hotel w Hollywood.
Pięć dni po zakończeniu semestru w 2004 roku otrzymał propozycję zagrania roli Owena w serialu komediowym sci-fi ABC Filip z przyszłości (Phil of the Future, 2005-2006).

## Filmografia

### filmykinowe
- 2006:  Sasquatch Dumpling Gang (The Sasquatch Dumpling Gang) jako Shane Bagwell

### filmyTV
- 2006: To Have and to Hold jako Michael Ryan
- 2005: Srebrne dzwonki (Silver Bells) jako Danny Byrne
- 2003: Fenomen 2 (Phenomenon II)  jako Policjant #2

### serialeTV
- 2007: Weronika Mars (Veronica Mars) jako Bronson Pope
- 2006: Thief jako Keith
- 2006: Standoff jako Trent Cunningham/Ali Sayid bin Hassan
- 2006: Kryminalne zagadki Miami CSI: Miami) jako Ben Williams
- 2005-2006: Filip z przyszłości (Phil of the Future) jako Owen
- 2005-2006: Inwazja (Invasion) jako Derek Culie
- 2005: Domowy front (The War at Home) jako Kyle